# Where the Streets Have No Name
«Where the Streets Have No Name» (с англ. — «Там, где улицы не имеют имён») — песня ирландской рок-группы U2. Это первый трек и третий сингл с альбома The Joshua Tree, выпущенного в 1987 году на лейбле Island Records. Хук песни представляет собой повторяющееся гитарное арпеджио с эффектом дилея, которое звучит во время вступления и в финале композиции. Текст был сочинён вокалистом квартета, Боно, в ответ на мнение, что религию и доход человека можно определить на основе улицы, на которой он живёт. Когда у группы возникли трудности с записью песни, сопродюсер пластинки Брайан Ино придумал идею с инсценировкой уничтожения всего созданного для неё материала (будто он так увлёкся работой, что ненароком стёр всё подчистую) чтобы музыканты начали всё с нуля.
После релиза на сингле композиция была тепло принята музыкальными критиками и отметилась высокими коммерческими показателями, заняв 4-е место в британском чарте, а также добравшись до 10-й, 13-й и 14-й строчек в музыкальных хит-парадах Нидерландов, США и Канады соответственно. После её публичного дебюта, во время гастрольного тура The Joshua Tree Tour 1987 года, песня неизменно присутствовала в большинстве концертных сет-листов коллектива. Видеоклип на эту композицию, снятый на крыше одного из зданий Лос-Анджелеса (тем самым перекликаясь со знаменитым концертом The Beatles), также получив высокие оценки от профильной прессы и стал лауреатом премии «Грэмми» 1989 года в категории «Лучшее исполнение в музыкальном видео».

## Процесс записи
Мелодия «Where the Streets Have No Name» родилась из демо, которое гитарист группы Эдж сочинил ночью, накануне возобновления студийных сессий альбома The Joshua Tree. Музыкант воспользовался четырёхдорожечным магнитофоном в комнате на втором этаже Melbeach House — его недавно приобретённого загородного дома — чтобы записать аранжировку клавишных, баса, гитары и драм-машины. Осознавая, что студийные сессии подходят к концу, а группе не хватает незаурядных «живых» композиций, он хотел «создать лучшую концертную песню U2», поэтому начал фантазировать, что бы ему самому хотелось услышать на будущих шоу U2, если бы он был фанатом квартета. Закончив черновое сведение, музыкант почувствовал, что придумал «самую невероятную гитарную партию и песню в [его] жизни». Так как в доме некому было продемонстрировать результат его работы, Эдж вспоминал, как начал танцевать и молотить кулаками воздух от охватившей его радости.
Хотя группе понравилось демо, у них долго не получалось записать песню. Впоследствии басист Адам Клейтон вспоминал: «Теперь-то мы понимаем, как она работает, а в то время песня напоминала тарабарщину». Аранжировка с двумя сменами размера и частой сменой аккордов репетировалась множество раз — музыканты изо всех сил пытались добиться оптимального варианта. По словам сопродюсера Даниеля Лануа, «это песня напоминала собой научный проект. Я помню, что у меня была огромная школьная доска, как мы их называем. Я держал указку, как профессор колледжа, показывая группе на смены аккордов, будто грёбаный ботаник. Это выглядело нелепо». По оценкам сопродюсера Брайана Ино, половина оставшихся сессий была потрачена на то, чтобы записать подходящую версию «Where the Streets Have No Name». Группа работала над первоначальным вариантом в течение нескольких недель, но, по воспоминаниям Ино, с этой версией было много проблем, а музыканты всё продолжали пытаться довести её до ума. На протяжении всего процесса каждый новый инструментальный дубль сменял старую версию трека, пока от оригинального варианта ни осталось и следа.
«Эту историю неверно истолковывают, я поведаю вам правду. Мы записали песню, однако на плёнке с этой версией возникло множество проблем. И мы несколько часов, дней, недель пытались привести её в порядок, казалось за это время можно было записать ещё один альбом. Это был настоящий кошмар. И я решил, что проще начать всё заново. Уверен, в этом случае мы бы быстрее с ней покончили… конечно это пугало. И тогда я решил представить всё как несчастный случай, будто я стёр записанное, чтобы начать всё с нуля. Но на самом деле я не делал этого [смеётся]».

На доработку песни было потрачено так много времени, что Ино решил начать всё с нуля. Его идея заключалась в том, чтобы «инсценировать несчастный случай» и стереть все записи с песней. По словам продюсера, он делал это не для того, чтобы подтолкнуть группу отложить её в долгий ящик, а, скорее, для эффективной перезагрузки работы и концентрации на новой версии трека. В какой-то момент Брайан поставил все аудиокассеты с песней на перезапись, однако до полного уничтожения материала дело так и дошло; по словам звукоинженера Флада, его коллега Пэт Маккарти вернулся в диспетчерскую и, увидев, что Ино готовится стереть записи с композиций, бросил поднос с чаем, который держал в руках, и подавил его физической силой — не дав сделать задуманное. Впоследствии Флад так комментировал этот инцидент: 
Потом мы узнали, что Брайан так увлекся записью песни, что пока Пэт ходил за чаем, случайно включил все звукозаписывающие аппараты и полностью стёр трек. Пэт даже пролил чай на микшерный пульт и схватил Брайана за грудки, он совершенно вышел из себя, младший сотрудник начал драться со своим руководителем и вменять ему, что стирать записанную песню не есть хорошо.
Студийная версия «Where the Streets Have No Name» была составлена из нескольких отдельных дублей. Она была одной из нескольких композиций, смикшированных Стивом Лиллиуайтом в последние месяцы работы над The Joshua Tree. Барабанщик Ларри Маллен позднее так отзывался об этой песне: «Нам потребовалось очень много времени, чтобы довести „Where the Streets Have No Name“ до ума, нам было трудно придать всему этому смысл. Она стала по-настоящему великой песней только благодаря исполнению вживую. На пластинке, в музыкальном плане, она и в подмётки не годится своей концертной версии».

## Музыка и тематика композиции

### Музыка
«Where the Streets Have No Name» исполняется в тональности Ре мажор в темпе 126 ударов в минуту. Вступление и финал песни исполняются в размере 3
4, в то время как её остальная часть звучит в стандартном формате 4
4. Композиция начинается инструментальной секцией — звучанием сустейновых синтезаторных нот на манер хорала. Гитара вступает через 42 секунды; эта партия состоит из повторяющегося «звенящего» арпеджио из шести нот. Эффект дилея «восьмая точка» используется для «проигрывания» в арпеджио каждой ноты дважды, создавая таким образом более богатый звук. Бас и барабаны начинают звучать на отметке 1:10.
Вступление, следующее за последовательностью аккордов I-IV-I-IV-vi-V-I, постепенно превращается в «стену звука», как описал её писатель Марк Батлер, на фоне которой вокал появляется примерно через две минуты. Гитарная партия, звучащая до конца песни, состоит из перкуссионных шестнадцатых нот. Бас и барабаны продолжают исполняться восьмыми и шестнадцатыми нотами, соответственно, в то время как вокал Боно, напротив, сильно различается по тембру («он вздыхает, он стонет, он кряхтит, он шумно выдыхает, он позволяет своему голосу ломаться») на протяжении всей песни, в некоторых моментах фронтмен использует рубато, чтобы немного компенсировать ноты, которые он поёт в доле.
Развитие композиции достигает кульминации во время первого припева на строчке «burning down love» (Ля-Соль-Фа♯-Ре); мелодия прогрессирует через ступени звукоряда достигая самой высокой ноты песни, Ля4, на слове «burning». В более поздних припевах Боно поёт «blown by the wind» в той же тональности, тем самым ещё дольше растягивая эту ноту. После третьего припева звучит окончание песни: инструментовка возвращается к той же мелодии, что и во вступлении, с шестинотным гитарным арпеджио, исполняемым на фоне сустейновых синтезаторных нот.

### Текст
«„[Where] the Streets Have No Name“ была идеальной открывающей композицией. Это одна из самых экстраординарных идей, сопоставимая только с тем как The Doors раззадоривали аудиторию с помощью песни „Break On Through (To the Other Side)“. Ты хочешь отправиться туда [где улицы не имеют имён]? Потому что если ты сделаешь это, я готов пойти туда с тобой, в то, иное место. Называйте его, как хотите, воображаемым местом, где нет никаких ограничений».
Текст песни был вдохновлён поверьем о Белфасте, однажды услышанным Боно: якобы о конфессии и материальном достатке человека можно было судить по тому, на какой улице он проживал. Музыкант противопоставил это анонимности, которую ощутил во время гуманитарного визита а Эфиопию с женой Эли, отмечая: «…Главный герой песни осознаёт этот контраст и рассуждает о мире, где нет таких делений, о месте, где улицы не имеют имён. По-моему, именно таким и должен быть великий рок-н-ролльный концерт: место, где все собираются вместе… Может быть, это и есть мечта искусства в целом: сломать барьеры и классификацию между людьми и затронуть вещи, наиболее важные для всех нас». Боно сочинил текст песни во время пребывания в одной из местных деревень, первоначально записав его на первую попавшуюся под руку вещь — мешок от укачивания. Вернувшись домой, в Ирландию, он ощутил сильнейшее чувство пустоты от окружающей его жизни. Фронтмен отметил силу духа африканцев — «чего не было у нас» — контрастирующую с западным обществом похожим на «испорченных детей».
По словам музыканта, песня о «трансцендентности, возвышении, называйте как угодно». Боно, который сравнил многие свои тексты до The Joshua Tree с «зарисовками», отмечал, что «„Where the Streets Have No Name“ больше похожа на U2 старого образца, нежели любая другая песня на этой пластинке, потому что это зарисовка — я просто пытался запечатлеть место, может быть духовное, может быть романтическое. Я пытался запечатлеть эмоцию». Вокалист вполне мог спеть о небесах, но в то же время он мог предлагать слушателю «беглый взгляд на его личный ад».
Двусмысленный характер текста привёл к его многочисленным трактовкам. Так, журналист Майкл Кэмпбелл считал, что песня является «посланием надежды» и желанием создать «мир, который не разделен по классу, богатству, расе или любому другому произвольному критерию». Однако, Кэмпбелл всё же остался в замешательстве относительно расположения места о котором пел Боно: «Я не уверен на 100 %. Раньше я думал, что это Белфаст…». В свою очередь ирландский публицист Ниал Стоукс предполагал, что на название песни повлиял визит Боно и его жены в Эфиопию в качестве волонтёров. Сам автор выражал неоднозначное мнение по поводу двусмысленности сочинённого им текста: «Я могу взглянуть на него сейчас и признать, что [песня] имеет один из самых банальных куплетов в истории поп-музыки. Но она также содержит некоторые из самых грандиозных идей [в её истории]. Как ни странно, это работает. Если вы слишком сильно зацикливаетесь на подобных вещах, вы никогда не достучитесь [до аудитории]. Но если вы отнесётесь к ним пренебрежительно или начихаете вовсе, то вы попадаете в самую точку. Это один из парадоксов, с которыми я смирился».
Боно называл текст странным и недоделанным, сетуя, что вне контекста Африки он не имеет никакого смысла, в то же время отмечая мощность заложенной в нём идеи: «В пустыне мы обретаем Бога. В засуху, во время пожара или наводнения мы понимаем, кто мы есть на самом деле». В интервью 2017 года он заявил, что «это всего лишь набросок» и что он всё ещё собирается вернуться к нему и дописать. Также фронтмен выражал сожаление по поводу использования рифмы «hide» и «inside». Однако Эдж не согласился с его мнением, отметив, что ему нравится эта песня и что Боно просто «очень строг к себе». В ответ на это Ино признался в любви к подобным рода текстам, так как, по его мнению, «они позволяют слушателю самому додумать их».

## Выпуск
Первоначально третьим синглом с The Joshua Tree должна была стать песня «Red Hill Mining Town», однако, в итоге выбор был сделан в пользу «Where the Streets Have No Name» — релиз которой состоялся в августе 1987 года. Сингл был выпущен на 7-дюймовом и 12-дюймовом виниле, а также аудиокассетах и компакт-дисках. Помимо титульной песни он содержал три би-сайда: «Race Against Time», «Silver and Gold» и «Sweetest Thing», за исключением 7-дюймового релиза, в котором были представлены только два последних трека. На стороне «А» 12-дюймового сингла фигурировала композиция «Race Against Time» (несмотря на то, что это фактически была сторона «Б»), а в кассетном варианте сингла были представлены все четыре трека на обеих сторонах аудиоленты. Хотя релиз «Where the Streets Have No Name» был менее успешен, нежели первых двух синглов альбома — «With or Without You» и «I Still Haven’t Found What I’m Looking For» — он отметился в нескольких национальных чартах. Так, в США песня заняла 13-е место хит-парада Billboard Hot 100 и 11-е место в музыкальном чарте Album Rock Tracks. Помимо этого сингл достиг 4-го места в UK Singles Chart и возглавил Irish Singles Chart.

### Музыкальное видео
«Цель состояла в том, чтобы перекрыть улицы. Если и есть что-то, что ненавидят жители Лос-Анджелеса, так это перекрытые улицы, и мы всегда чувствовали, что [музыкальные] группы должны встряхнуть ситуацию. Мы добились чего хотели, так как полиция запретила нам снимать. Боялись ли мы что нас арестуют? На тот момент — нет…».
Видео начинается с аэрофотосъёмки одного из кварталов Лос-Анджелеса, на фоне которой звучат отрывки из нескольких радиопередач, чьи диджеи обсуждают новость о том, что U2 планируют дать концерт в центре города и ожидают присутствие 30 000 зрителей (отдельно следовало упоминание, что район Скид-Роу, близ которого проходили съёмки, не самое безопасное местом для посещения). На съёмочную площадку прибывает полиция, сообщая съёмочной группе и представителям квартета о возможных проблемах с безопасностью из-за большого количества людей, пришедших посмотреть выступление. На второй минуте видео U2 появляются на крыше здания — винного магазина (который впоследствии был переделан в мексиканский ресторан) на углу 7-й и Мэйн-Стрит, и начинают исполнять «Where the Streets Have No Name» перед большой группой людей, стоящих по периметру улицы (часть также пыталась залезть на деревья и ближайшие дома). Ближе к концу песни полиция сообщает съёмочной группе, что представление окончено — стражи порядка поднимаются на крышу, под негодующие выкрики и освистывание толпы.
Музыкальное видео было снято режиссёром Мейертом Эйвисом (который ранее уже работал над такими клипами U2, как «I Will Follow», «Gloria» и «With or Without You»). Исполнительными продюсерами выступили Майкл Хэмлин и Бен Доссетт. Съёмки клипа проходили на крыше винного магазина в центре Лос-Анджелеса 27 марта 1987 года, посмотреть на группу собрались более 1000 человек. Выступление U2 являлось отсылкой к последнему концерту The Beatles, задокументированному фильме «Пусть будет так». Однако в отличие от «полуимпровизированного» шоу последних, перформанс ирландцев был тщательно спланирован и организован. По прошествии лет Эйвис отмечал, что у U2 всегда присутствовала некая «деструктивная» сторона и за счёт мероприятия они стремились передать саму «суть рок-н-ролла», сравнив его с флешмобом, организованным с целью «создать спонтанное медиа-событие, которое было бы невозможно не заметить», тем самым спровоцировав полицию и СМИ, а также сконцентрировав на квартете внимание общественности. По словам режиссёра, тогда никто из них, «по наивности», не задумался о страховке или каких-то логистических и юридических вопросах: «Чтобы сделать что-то подобное, нужна определенная доля глупости и невежества… но в то время у меня всё это присутствовало». Видеоклип стал для U2 кульминацией насыщенного года изобилующего их музыкой в медиапространстве; прошедшего под знаком The Joshua Tree — альбома, который должен был вывести их из статуса рок-звёзд в суперзвёзды. Эйвис вспоминал, что в случае с «Where the Streets Have No Name» у них не было права на ошибку, так как пересъёмки были невозможны.

Группа U2 выступает на крыше винного магазина в центре Лос-Анджелеса. Это музыкальное видео стало лауреатом «Грэмми»

Во время съемок U2 отыграли сет из восьми песен («People Get Ready», «In God’s Country», «Sunday Bloody Sunday» и «Pride (In the Name of Love)»), в который вошли четыре варианта исполнения «Where the Streets Have No Name». Во время подготовок к съёмкам была потрачена неделя на укрепление кровли здания, чтобы убедиться, что она не обрушится если на неё прорвутся фанаты. На крыше был установлен резервный генератор, чтобы можно было продолжить работу в том случае, если полиция отключит основной источник питания, что и произошло во время съёмок. «Всё это должно было произойти в „золотой час“ перед заходом солнца», — отмечал Эйвис, сетуя, что съёмки были остановлены «гораздо раньше», чем предполагалось. «Откровенно говоря, я считаю, что [полиция] вела себя безупречно. Они не растерялись, не вышли из себя, но были абсолютно непреклонны». Очевидцы отмечали дисциплинированность толпы «буйной, но хорошо воспитанной». Боно не пытался подстрекать фанатов к беспорядкам, в конце видео он говорит: «Похоже, нас обесточивают». «И все смирились: „О, это же было неизбежно. […] Зато было весело“» — вспоминал Эйвис.
Попытка полиции прекратить съёмку из соображений безопасности была не постановочной и имела место на самом деле, как это видно на видео. Причём Майкла Хэмлина чуть не арестовали после столкновения со стражами правопорядка. По словам Эйвиса, события, изображённые в клипе, демонстрируют всё, что на самом деле происходило в тот день «почти в реальном времени», и что «арест был неотъемлемой частью нашего плана». По завершении съёмок он вместе с группой вернулся в номер отеля Sunset Marquis, где они включили новости и довольные наблюдали за происходящим. В 2007 году менеджер квартета Пол Макгиннесс рассказал, что степень конфронтации с полицией была преувеличена. Музыканты целенаправленно рассчитывали, что их арестуют для придания дополнительного драматизма происходящему, однако полицейские постоянно откладывали штурм. На заднем плане крыши видна вывеска «The Million Dollar Hotel», которая была восстановлена специально для концерта, чтобы создать дополнительный интерес у прохожих на тот случай, если на съёмки не придут зрители. Хотя концепция клипа представляет собой концертное выступление, в нём используется звук из студийной версии песни. На церемонии 1989 года композиция была отмечена «Грэмми» в категории «Лучшее исполнение в музыкальном видео».
«Хотя это был очень тщательно спланированный хаос. Он всё еще оставался хаосом» — подчёркивал режиссёр сетуя, что не все клипмейкеры получают признание за своё ремесло. «Но когда люди узнают, что я был автором этого музыкального клипа, у них всегда появляется улыбка на лице. […] Я думаю, тот факт что подобное событие могло произойти, действительно воодушевляет людей. […] Все получилось просто идеально. Это было похоже на победу в футбольном матче или что-то в этом роде» — заключил Эйвес. В свою очередь, по словам владельца одного из близлежащий магазинов, Ронни Бенсимона, в разговоре собеседниками о месте где он работает, многие до сих пор помнят, что там снимался клип U2.

### Би-сайды
«Race Against Time» была выпущена на аудиокассетной, компакт-дисковой, а также виниловой (12-дюймовой) версиях сингла. Толчком для создании песни послужил интерес музыкантов к урбаническому фанку. Эдж описал её как «своего рода афро-ритмическую пьесу» и «ритмический этюд». Басовый рифф, вдохновлённый звучанием боурана был сочинён гитаристом, однако он был отчасти основан на некоторых неиспользованных басовых партиях Клейтона. Партия ударных Ларри Маллена была записана за один дубль. По большей части песня представляет собой инструментальный трек, тем не менее в ней есть текст, вдохновлённый поездкой Боно в Эфиопию — совершённой после концерта Live Aid — и его непосредственным наблюдением за голодом в этой стране. Эти лирические отсылки включают пение Боно на местном языке с последующим произнесением фразы «Race against time». Боно так отзывался о песне: «Она напоминает мне пустыню. Пустыня так пуста, но в то же время становится не по себе от её своеобразного изобилия [объёмов]». Джон Хатчинсон из журнала Musician отмечал, что произведение имеет «африканский колорит» и схоже с творчеством Питера Гэбриела. Впоследствии композиция прозвучала в эпизоде «Child’s Play» телесериала «Полиция Майами: Отдел нравов». Она является единственным из би-сайдов сингла, который никогда не исполнялся группой вживую.
Песня «Silver and Gold» была написана в поддержку проекта «Объединение музыкантов против апартеида», созданного в знак протеста против событий происходивших в Южной Африке. В 1985 году Боно участвовал в записи альбома Sun City Стивена Ван Зандта, целью которого было привлечь внимание к этой проблеме, сблизившись во время работы с Китом Ричардсом и Миком Джаггером из The Rolling Stones. Когда Ричардс и Джаггер играли блюз, Боно был смущён своими скромными познаниями об этом жанре, поскольку бо́льшая часть музыкальных вкусов ирландского коллектива сформировалась в эпоху панк-рока, во времена их юности в середине 1970-х. Вокалист поймал себя на мысли, что у его группы «не было музыкальных традиций», в тот момент он почувствовал, будто они «прилетели с другой планеты». Этот инцидент вдохновил музыканта на сочинение песни с ярко выраженным блюзовым акцентом — «Silver and Gold» — которую он записал вместе с Ричардсом и Ронни Вудом. Она была перезаписана U2 для сингла «Where the Streets Have No Name», когда группа вернулась в Дублин (в мае 1987 года) во время перерыва между первым и вторым этапами турне The Joshua Tree Tour. Редакция журнала Musician описывала эту композицию как «жесткую и сырую, с хриплым и уверенным вокалом Боно, подкрепленным извилистой басовой партией, и с Эджем, демонстрирующим его новообретённое мастерство в игре на блюзовой гитаре». «Silver and Gold» несколько раз исполнялась вживую в рамках The Joshua Tree Tour, одно из этих выступлений попало в документальный фильм Rattle and Hum, а также на одноимённый альбом 1988 года. Версия записанная для альбома Sun City, наряду с перезаписанным студийным вариантом, были включены в бонусный диск юбилейного переиздания The Joshua Tree приуроченного к 20-летию пластинки. Студийная версия также фигурировала на специальном издании сборника The Best of 1980–1990, с дополнительным диском, который содержал би-сайды группы того периода и выпускался ограниченным тиражом.
«Sweettest Thing» была написана Боно в качестве извинения перед женой за то, что он забыл о её дне рождения. Песня открывается короткой фортепианной фразой перед тем, как вступают остальные участники квартета. Некоторые строчки этой песни, сочинённые фронтменом коллектива, сравнивали с творчеством Джона Леннона. Эдж описывал «Sweettest Thing» как «красивую песню … это поп-музыка в том виде, коим она и должна являться — не созданная без проблесков жизни, а поп-музыка, созданная с истинной интимностью и чистотой», также отметив, что «[её звучание] было очень ново для всех нас». Песня была перезаписана с небольшими изменениями текста и выпущена в 1998 году в виде отдельного сингла в поддержку сборника The Best of 1980—1990. По мнению редактора журнала Hot Press Ниалла Стоукса, этот трек, наряду с «Race Against Time», является «показателем того, что могла бы сделать группа вместо „The Joshua Tree“».

## Отзывы критиков
| Оценки критиков | Оценки критиков |
| Источник        | Оценка          |
| --------------- | --------------- |
| AllMusic        | без оценки      |
| Billboard       | без оценки      |
| Cashbox         | без оценки      |
| No. 1           | без оценки      |
| Music Week      | без оценки      |
| Record Mirror   | без оценки      |
| Smash Hits      | без оценки      |

«Where the Streets Have No Name» считается одним из лучших открывающих треков в истории. Песня была высоко оценена музыкальными критиками, как и альбом на котором она вышла, впоследствии ставший самой продаваемым релизом в дискографии коллектива. Так, Стив Морс из The Boston Globe отметил «колокольные гитарные переливы Эджа, небесной красоты», подчеркнув, что в связке со следующей композицией альбома, «I Still Haven’t Found What I’m Looking For», эта песня продемонстрировала, что группа была «паломниками, всё ещё находящимися в поисках; нежели проповедниками, которые уверены, что нашли все ответы». Публицистка The Bergen Record Барбара Джигер вторила этому мнению, отмечая — две эти композиции демонстрируют, что группа находится в личном и духовном поиске. В рецензии альбома The Joshua Tree обозреватель журнала Rolling Stone Стив Понд назвал мелодию песни «напористым роком». В свою очередь Дивина Инфузино из The San Diego Union-Tribune выразила мнение, что в музыкальном плане «Where the Streets Have No Name», «звучала так, как-будто кто-то спасается бегством». Редакция газеты The Washington Post посетовала, что трек «немного нескладен в лирическом плане, но эти шероховатости нивелируются решительным вокалом Боно, вибрирующей гитарой Дэйва (Эджа) Эванса, кафедральным басом Адама Клейтона и раскатистыми, громоподобными барабанами Ларри Маллена».
Обозреватель журнала NME похвалил «Where the Streets Have No Name» как отличный вступительный трек, отметив, что альбом «начинается с яростного плевка». Издание высоко оценило страстное пение Боно и гитарное исполнение Эджа, который превратил свой инструмент в «нечто большее, чем нескончаемо оскверняемый кусок дерева». В рецензии подчёркивалось, что «последние десять секунд песни потрясающе красивы». Глен Бойд из сиэтлского издания The Rocket писал, что мелодия композиции выстраивает «стену звука», которую прорезает вокал Боно «воплем отчаяния, поскольку текст истошно взывает к потребности в личной духовности». Публицист также сравнил вступительный рифф песни с пассажем из «Ghostdancing» группы Simple Minds. В обзоре The Joshua Tree Стивен Томас Эрлевайн из AllMusic выделил «Where the Streets Have No Name» назвав её «эпическим вступлением [к остальному альбому]». Ещё один представитель этого вэб-сайта, Стив Хьюи, высоко оценил её «настойчивый, стремительный ритмический драйв и гимноподобный припев», качества, благодаря которым она должна была стать одной из любимых среди фанатов ирландского коллектива. Он назвал эту песню «идеальной прелюдией к альбому», отметив изобретательность «построения её аранжировки — от медленного начала и до кульминационного пика». Хьюи также назвал проделанную работу фронтмена «страстной и грандиозной», а «его приверженность материалу — непоколебимой». По мнению рецензента, сочетание вокала Боно и «звуковой мощи» группы — это то, что придаёт квартету его «движущую силу». Обозреватель журнала Cashbox описал сингл как «до боли красивую рок-песню».

## Концертные исполнения

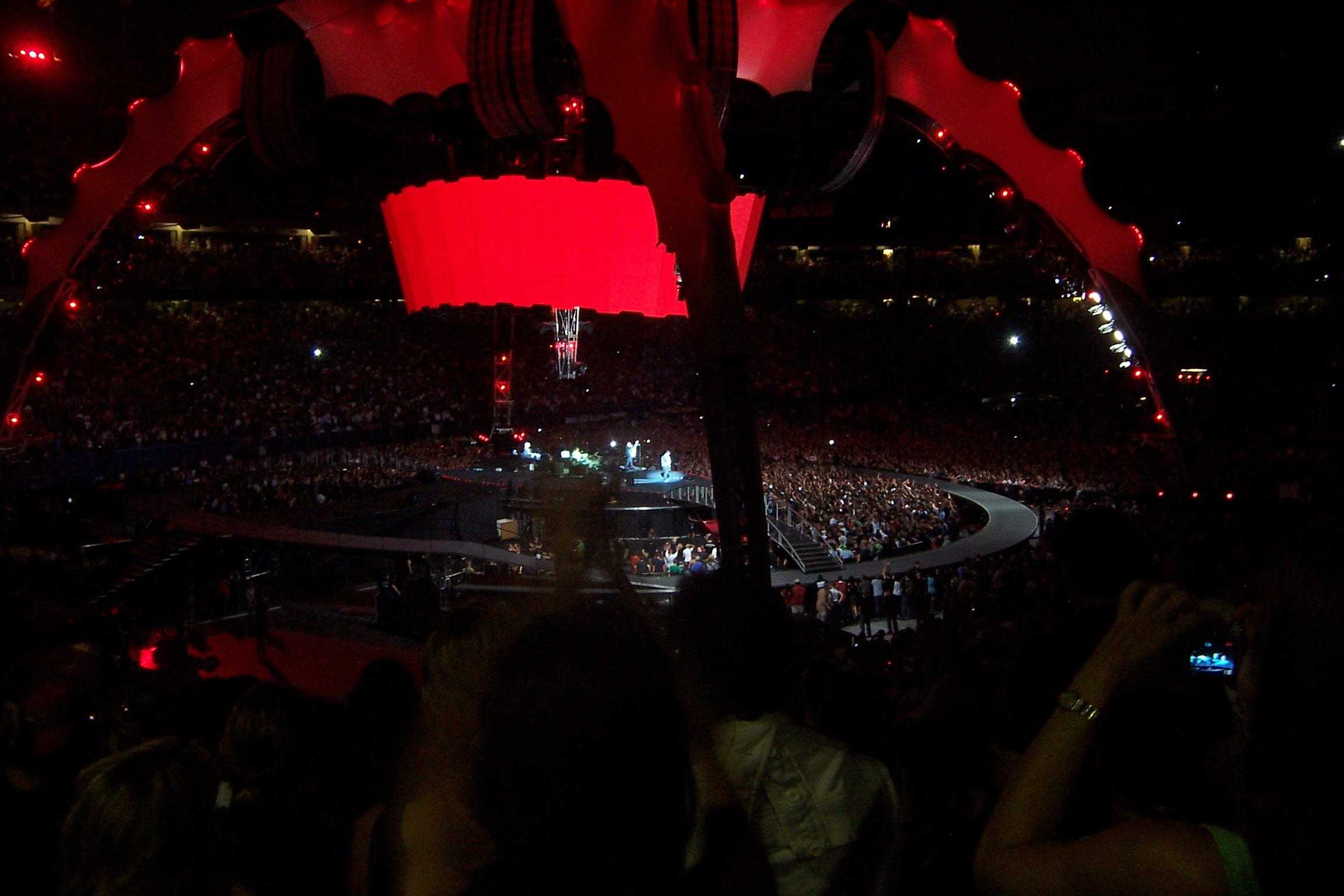
2009 год

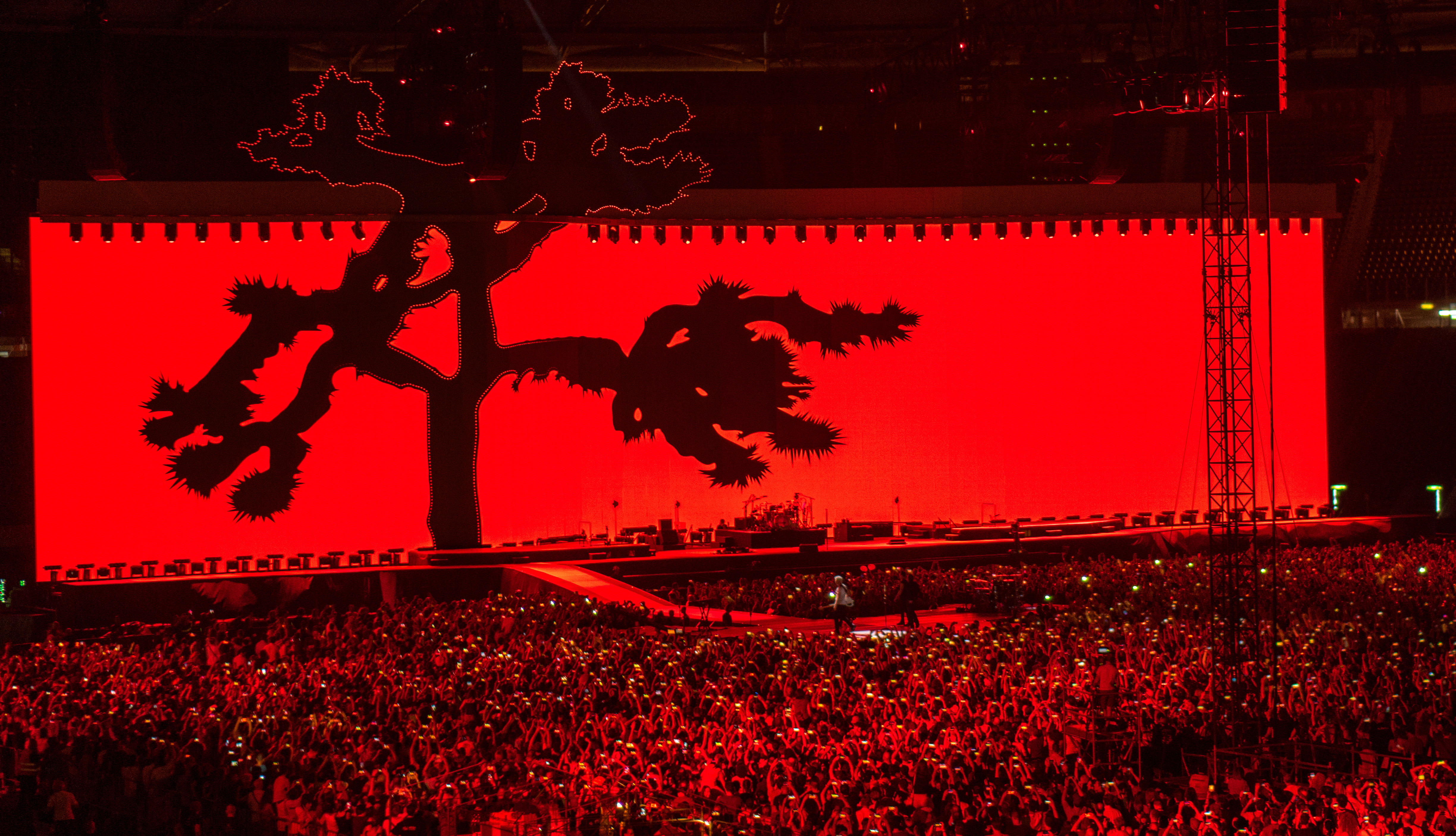
2017 год

Публичный дебют «Where the Streets Have No Name» состоялся 2 апреля 1987 года в «Activity Center» Университета штата Аризона в Темпе, на первом концерте гастрольного тура The Joshua Tree Tour. На последнем шоу третьего этапа этого же турне, вновь проходившим в Темпе (19 и 20 декабря), была исполнена версия композиции с расширенным вступлением, впоследствии она была показана в документальном фильме «Rattle and Hum». С тех пор песня звучала почти на каждом полноформатном концерте группы, в котором U2 участвовали в качестве хедлайнеров. По состоянию на 2023 год композиция была исполнена вживую более 900 раз. В связи с этим, «Where the Streets Have No Name» по праву считается одной из самых популярных концертных песен коллектива. Боно высказывался об этом в следующем ключе: «Мы можем играть самый провальный концерт в нашей жизни, но когда начинает звучать эта песня, всё моментально меняется. Публика вскакивает со своих мест, подпевая каждому слову. Это похоже на то, как будто Господь Бог внезапно спустился с небес».
Во время турне The Joshua Tree Tour «Where the Streets Have No Name» чаще всего использовалась для открытия концертов. Поклонники и критики положительно отзывались о живом исполнении композиции. Так, Роберт Хокинс из The San Diego Union-Tribune отмечал, что «от возвышенных и стремительных вступительных нот [песни] публика повскакивала со своих мест, восторженная и воспламенённая». В свою очередь, редакция журнала NME писала, что «Where the Streets Have No Name» является одним из таких случаев, когда «сила, которую обретают их [U2] песни, пугает», отметив, что от звуков первых нот композиции «стадион вспыхнул». В других обзорах песня называлась: «воодушевляющей», «волнующей» и «мощной». Из 109 шоу турне The Joshua Tree Tour композиция не прозвучала только на 12 концертах. Во время Lovetown Tour, проходившего в 1989-м и начале 1990 года, трек не попал в сет-лист только на одном из 47 выступлений.
Во время турне Zoo TV Tour, проходившего в 1992—1993 годах, песня исполнялась на регулярной основе. Концерты этих гастролей представляли собой тщательно продуманные мультимедийные постановки, во время которых Боно выступал в разных сценических амплуа, тем не менее ближе к концу выступлений музыканты возвращались к набору своих классических произведений, в том числе и к «Where the Streets Have No Name». Некоторые из этих выступлений сопровождались кадрами из фотосессии группы в пустыне сделанных для альбома The Joshua Tree. Это видео было ускорено для создания юмористического эффекта — рецензент из NME описывал его как придающий видеокадрам «глуповатости, сродни фильмам Чарли Чаплина» — а Боно, обращаясь к мелькающим кадрам, часто отмечал себя со стороны. Видео также фигурировало во время исполнения песни в период турне U2 360° Tour, в 2010 и 2011 годах. Некоторые из вариантов композиции эпохи Zoo TV имели более электронную танцевальную аранжировку, которая была схожа с синти-поповой кавер-версией дуэта Pet Shop Boys (под названием «Where the Streets Have No Name (I Can’t Take My Eyes Off You)»). Время от времени Боно пародировал её, перенимая безэмоциональный вокальный стиль Нила Теннанта. Критики приветствовали песню в сет-листе группы: так, музыкальный обозреватель газеты The Independent отмечал, что песня «вызывает мгновенную эйфорию, поскольку U2 делают то, что у них получается лучше всего, переходя в режим эпического рока, играя музыку, созданную для стадионов». В двух других обзорах местных газет критики высоко оценили включение «Where the Streets Have No Name» в т. н. секцию «лучших хитов» сет-листа Zoo TV Tour.
В период турне PopMart Tour, проходившего в 1997—1998 годах, U2 вернулись к электронной танцевальной аранжировке, которую иногда использовали во время Zoo TV Tour. На огромном видеоэкране подвешенным над сценой появлялось видео, которое издание Hot Press описало как «удивительное путешествие, в стиле „Космической одиссеи 2001 года“, в самое сердце кружащегося психоделического туннеля, который затягивает аудиторию к горизонтальному монолиту». Ближе к концу песни на экране появлялись голуби мира, и яркие лучи света, обрамляющие золотую арку декорации, проецировались вверх. По мнению представителя Hot Press, этот эффект превращал стадион в подобие «места высадки НЛО».
Незадолго до третьего этапа Elevation Tour, 11 сентября в Нью-Йорке и Вашингтоне произошли теракты. Во время концерта в Нью-Йорке, первого после трагических событий, одной из песен сет-листа была «Where the Streets Have No Name». Когда сценические огни освещали публику, музыканты увидели, как по лицам многих фанатов текут слёзы. Этот случай послужил источником вдохновения для песни «City of Blinding Lights». U2 почтили память жертв теракта во время исполнения композиции в перерыве футбольного матча Супербоул XXXVI — 3 февраля 2002 года. По ходу выступления их имена проецировались на большое белое полотно позади музыкантов. В самом конце Боно расстегнул куртку, продемонстрировав звёздно-полосатый флаг на её подкладке — в знак солидарности с жителями США. Впоследствии это выступление заняло 1-е место в списке журнала Sports Illustrated «10 лучших шоу в перерывах Супербоула».
Первоначально, во время подготовки к турне Vertigo Tour группа задумывалась об исключении «Where the Streets Have No Name» из концертного сет-листа, однако Маллен и Клейтон настояли на сохранении песни. В итоге она прозвучала на всех 131 шоу этих гастролей. Отличительной особенностью её исполнения периода Vertigo Tour являлись прозрачные занавески на которых, при помощи видео-проекторов, отображались флаги государств Африки. Идея появилась в день начала турне базируясь на истории появления песни — так-как её текст был сочинён именно в эфиопской деревне. Фронтмен решил, что этот визуальный аккомпанемент позволит «кругу замкнуться», подчеркнув: «И вот она, почти двадцать лет спустя, возвращается в Африку, и её текст о выжженных землях и пустынях впервые обретает смысл». Помимо этого, песня была сыграна на предварительном показе концертного фильма «U2 3D» на Каннском кинофестивале 2007 года. В 2010 году, во время фестиваля Гластонбери, Эдж был приглашён рок-группой Muse исполнить кавер-версию этой композиции. Годом позже там же U2 отыграли «Where the Streets Have No Name» в составе полноценного хедлайнерского сета.
Во время юбилейного турне The Joshua Tree 30 Tours 2017/2019 годов, посвящённого 30-летию альбома, «Where the Streets Have No Name» открывала середину шоу — с этой части концерта последовательно исполнялся весь материал The Joshua Tree. Песня сопровождалась трансляцией, на огромном экране, одного из нескольких короткометражных фильмов с пустынными пейзажами, снятых Антоном Корбейном (автором оформления альбома) специально для этих гастролей. В 2023 году «Where the Streets Have No Name» исполнялась во время серии концертов группы в Лас-Вегасе U2:UV Achtung Baby Live at Sphere, которые проходили в внутри интерактивной арены с инновационным оборудованием.
Концертные исполнения «Where the Streets Have No Name» фигурируют в фильмах Rattle and Hum, Zoo TV: Live from Sydney, и PopMart: Live from Mexico City, а также аудио-релизах последних двух концертов — Zoo TV Live и Hasta la Vista Baby! U2 Live from Mexico City соответственно. Ещё одна версия песни, записанная во время PopMart Tour, была представлена на мини-альбоме Please: PopHeart Live EP, а позднее на американском варианте сингла «Please». Запись сделанная во время турне Elevation Tour в Бостоне фигурирует в концертном фильме Elevation: Live from Boston, а также на синглах «Walk On» и «Electrical Storm». Ещё одно исполнение песни, сделанное во время этого турне, было выпущено на видео и аудио-релизах U2 Go Home: Live from Slane Castle. Более поздние концертные варианты «Where the Streets Have No Name» были представлены в фильмах Vertigo 2005: Live from Chicago, U2 3D (Vertigo Tour) и U2 360° at the Rose Bowl (U2 360° Tour). В 2004 году в составе цифрового бокс-сета The Complete U2 был выпущен альбом Live from the Point Depot, который содержит версию песни записанную в период проведения Lovetown Tour.

## Наследие
В 2002 году журнал Q поставил «Where the Streets Have No Name» на 16-е место своего списка «Самых захватывающих мелодий в истории». Годом позже это же издание отметило композицию на 459-м месте хит-парада специального номера под названием «1001 лучшая песня всех времён». Три года спустя читатели журнала назвали трек 43-й по значимости песней в истории музыки. В 2008 году редакция журнала Rolling Stone присудила произведению 28-ю строчку рейтинга «100 величайших гитарных песен всех времён». В опросе 2010 года, проведенном фан-сайтом @U2, примерно 29 % из 4800 респондентов назвали «Where the Streets Have No Name» «их любимой песней альбома „The Joshua Tree“». В 2012 году музыкальный портал Consequence of Sound поставил этот трек на 63-е место рейтинга «100 величайших песен всех времён». В том же году онлайн-журнал Slant Magazine опубликовал список «100 лучших синглов 1980-х», также поместив в нём «Where the Streets Have No Name» на 63-е место. В свою очередь, в 2014 году британское музыкальное издание New Musical Express отметило композицию на 404-й позиции рейтинга «500 величайших песен всех времён».
«Where the Streets Have No Name» традиционно занимает высокие места в рейтингах лучших песен группы U2. Издания TimeOut (среди 33 песен), The Guardian (среди 40 песен), Uproxx (среди 100 песен) и Vulture (среди всех 234 песен) поставили её на верхнюю строчку своих списков посвящённых градации лучших записей в дискографии коллектива. Помимо этого композиция отметилась на 2-м месте аналогичного рейтинга журнала Classic Rock (среди 10-ти песен), заняла 4-е месте в списке издания American Songwriter (среди 10-ти песен), а также заняла 6-ю строку в хит-параде редакции Rolling Stone (среди 50-ти песен). Кроме того, «Where the Streets Have No Name» было присуждено 14-е место в рейтинге «25-ти лучших песен U2» по версии журнала Billboard. В 2023 году редакция портала The A.V. Club отметила композицию на 11-й строчке среди «40 величайших произведений квартета». Британская радиостанция Smooth Radio поставила «Where the Streets Have No Name» на 5-е место своего списка «20 величайших песен группы», а американская WMMR сделала лидером своего рейтинга «лучших 50-ти». Редакция журнала Newsweek отметила песню на 2-й строчке хит-парада ранжирующего лучшие произведения The Joshua Tree подчеркнув, что она отлично «отражает драматизм и духовную тоску, которая пронизывает всю пластинку». Помимо этого портал Diffuser.fm включил трек в десятку лучших клипов U2.

### «Where the Streets Have No Name (I Can’t Take My Eyes Off You)»
В марте 1991 года английский синти-поп-дуэт Pet Shop Boys выпустил мэшап песен «Where the Streets Have No Name» U2 и «Can’t Take My Eyes Off You» Фрэнки Валли (в аранжировке базирующейся на диско-версии песни, записанной Boys Town Gang в 1982 году, а не на оригинале). Песня сопровождала третий сингл четвёртого студийного альбома дуэта — Behaviour (1990) — «How Can You Expect to Be Taken Seriously?» (критикующего неискренние гуманитарные посылы ряда поп-звёзд в 1980-е годы и институционализацию рок-н-ролла) в качестве двойного «А»-сайда на территории Великобритании (в США обе песни издавались по отдельности). Композиция добралась до 4-го места хит-парада UK Singles Chart, тем самым став 15-м синглом Pet Shop Boys подряд попавшим в Top-20 этого чарта.
Версия Pet Shop Boys существенно отличается от оригинала электронной аранжировкой. Комментируя которую участники дуэта отмечали, что звук гитары в оригинальном треке, по их мнению, был очень схож с секвенсором. В отличие от инструментального вступления U2, вариант Pet Shop Boys начинается с синтезированных и сэмплированных шумов и драм-машины. Кульминация песни также претерпела изменения в некоторых элементах; фоновый вокальный семпл «burning down love» звучит прямо в начале, а синтезированные валторны воспроизводятся с ещё более высокими нотами сразу после каждого припева. Певец Нил Теннант поёт текст без эмоциональной выразительности, что очень контрастирует с оригинальным исполнением Боно. Помимо этого, при переходе между песнями вокалист исполняет строчки обоих произведений без изменения высоты тона, демонстрируя сходство двух композиций. После выпуска сингла U2 поиронизировали в прессе: «Чем мы ЭТО заслужили?». В интервью 2002 года журналу The People Теннант рассказал, что спустя годы ему «наконец-то удалось уладить отношения с Боно» после встречи с ним в особняке Элтона Джона на юге Франции.

## Список композиций
| №  | Название                                          | Автор(ы) | Продюсер                  | Длительность |
| -- | ------------------------------------------------- | -------- | ------------------------- | ------------ |
| 1. | «Where the Streets Have No Name» (single version) | U2       | Даниэль Лануа, Брайан Ино | 4:46         |
| 2. | «Race Against Time»                               | U2       | U2, Лануа, Ино            | 4:04         |
| 3. | «Silver and Gold»                                 | Боно     | U2                        | 4:36         |
| 4. | «Sweetest Thing»                                  | U2       | U2, Лануа, Ино            | 3:03         |

## Участники записи
| U2 - Боно — вокал - Эдж — гитара - Адам Клейтон — бас-гитара - Ларри Маллен — ударные, перкуссия | Дополнительный персонал - Даниэль Лануа и Брайан Ино — продюсеры - Флад и Пэт Макарти — звукозапись - Стив Лиллиуайт — микширование - Марк Уоллас — звукорежиссёр |  |

## Чарты и сертификация
| Чарт (1987)                       | Высшая позиция |
| --------------------------------- | -------------- |
| Австралия                         | 27             |
| Бельгия (Фландрия)                | 19             |
| Великобритания                    | 4              |
| Германия                          | 44             |
| Ирландия                          | 1              |
| Италия                            | 12             |
| Канада                            | 11             |
| Нидерланды (Dutch Top 40)         | 10             |
| Нидерланды (Single Top 100)       | 7              |
| Новая Зеландия                    | 1              |
| США (Billboard Hot 100)           | 13             |
| США (Billboard Album Rock Tracks) | 11             |
| США (Cash Box Top 100)            | 16             |

| Чарт (1987)    | Позиция |
| -------------- | ------- |
| Новая Зеландия | 38      |

| Великобритания                                                    | Золотой | 400,000‡ |
| Италия (статистика ведётся с 2009 года)                           | Золотой | 35,000‡  |
| ‡ означает, что продажи+стриминг, основаны только на сертификации |         |          |